# الویزی الریخ

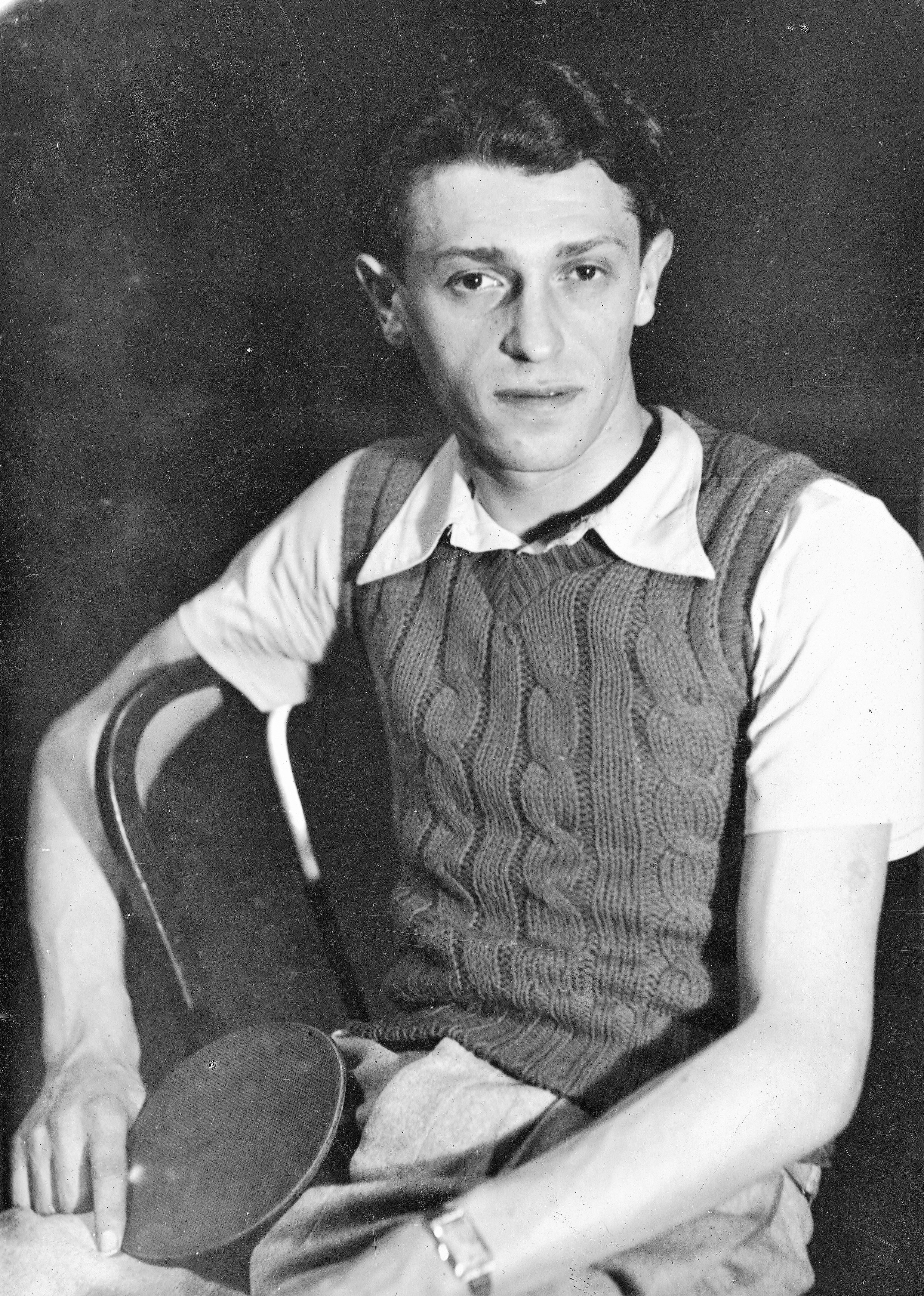
الویزی الریخ در سال ۱۹۳۶

الویزی الریخ (انگلیسی: Alojzy Ehrlich؛ ۱۹۱۴ – ۱۹۹۲) یک بازیکن تنیس روی میز اهل لهستان بود. 
وی در مسابقات کشوری و بین‌المللی در مجموع برنده ۳ مدال نقره، ۳ مدال برنز شده‌است.